# 维塔利·季托夫
维塔利·尼古拉耶維奇·季托夫（俄语：Виталий Николаевич Титов，1907年6月24日（7月7日）—1980年9月9日）乌克兰哈尔科夫地区委员会第一书记，哈萨克斯坦共产党中央委员会第二书记，苏联常驻经济互助委员会代表。1980年去世，葬在新圣女公墓。